# Samah Abd al-Latif Mahmud Abd al-Latif
Samah Abd al-Latif Mahmud Abd al-Latif (arab. سماح عبداللطيف محمود عبداللطيف; ur. 1 września 1998) – egipska zapaśniczka walcząca w stylu wolnym. Brązowa medalistka igrzysk afrykańskich w 2023. Wicemistrzyni Afryki w 2023. Mistrzyni Afryki juniorów w 2015 i kadetów w 2014 roku.